# Sentier des Roches

Teilabschnitt des Sentier des Roches

Der versicherte Bergsteig Sentier des Roches (frz. für Felsenpfad, ebenfalls als Strohmeyerpfad bekannt) verläuft zwischen dem Col de la Schlucht und dem Hohneck in den Vogesen (Elsass, Frankreich). Er gilt vor allem an seinem Anfang am Col de la Schlucht als einer der eindrucksvollsten (und gefährlichsten) elsässischen Gebirgspfade.

## Geschichte
Der Pfad wurde ab 1910 vom Oberförster und Vorsitzenden des Club Vosgien Heinrich Strohmeyer (1871–1955) aus Münster (Elsass) angelegt. Der Pfad wurde am 6. August 1911 feierlich eingeweiht und trug auf Wunsch der Mitglieder des Vogesen-Clubs Munster den Namen Strohmeyerpfad. Nach dem Ersten Weltkrieg wurde der Pfad auf den Namen Sentier des Roches umgetauft. Anlässlich der Feierlichkeiten zum 100-jährigen Bestehen des Pfades erhielt er wieder seinen ursprünglichen Namen.
Der Weg war die einzig gut gangbare Möglichkeit durch den Steilabsturz des Vogesenkamms nach Osten ins Vallée de Munster (Münstertal).
Oberhalb des Pfades verlief zwischen 1871 und 1918 die deutsch-französische Grenze auf dem Gebirgskamm.

## Charakter
Der Felsenpfad ist rund 3 km lang. Das nördliche Ende liegt am Col de la Schlucht auf einer Höhe von 1139 Metern, das südliche Ende befindet sich am Krappenfels auf einer Höhe von 980 Metern. Ein Wegweiser am Col gibt als Wanderzeit zum Krappenfels 1 Stunde 35 Minuten an. Da der Weg steile Felspassagen passiert, ist er zum Teil mit Drahtseilen, Eisengeländern, Leitern und Stegen gesichert. An einer Stelle ist der Weg direkt durch einen Felsen geschlagen. Es bieten sich vom Weg aus spektakuläre Ausblicke ins Münstertal, zum Col de la Schlucht, zum Hohneck sowie an klaren Tagen bis zu den Schweizer Alpen.
Hinweis zur Strecke: Technisch anspruchsvoll; gute Kondition, Trittsicherheit und Schwindelfreiheit sind beim Begehen Voraussetzung.
Die Armee nutzt die Strecke auch für Märsche während der Soldatenausbildung.

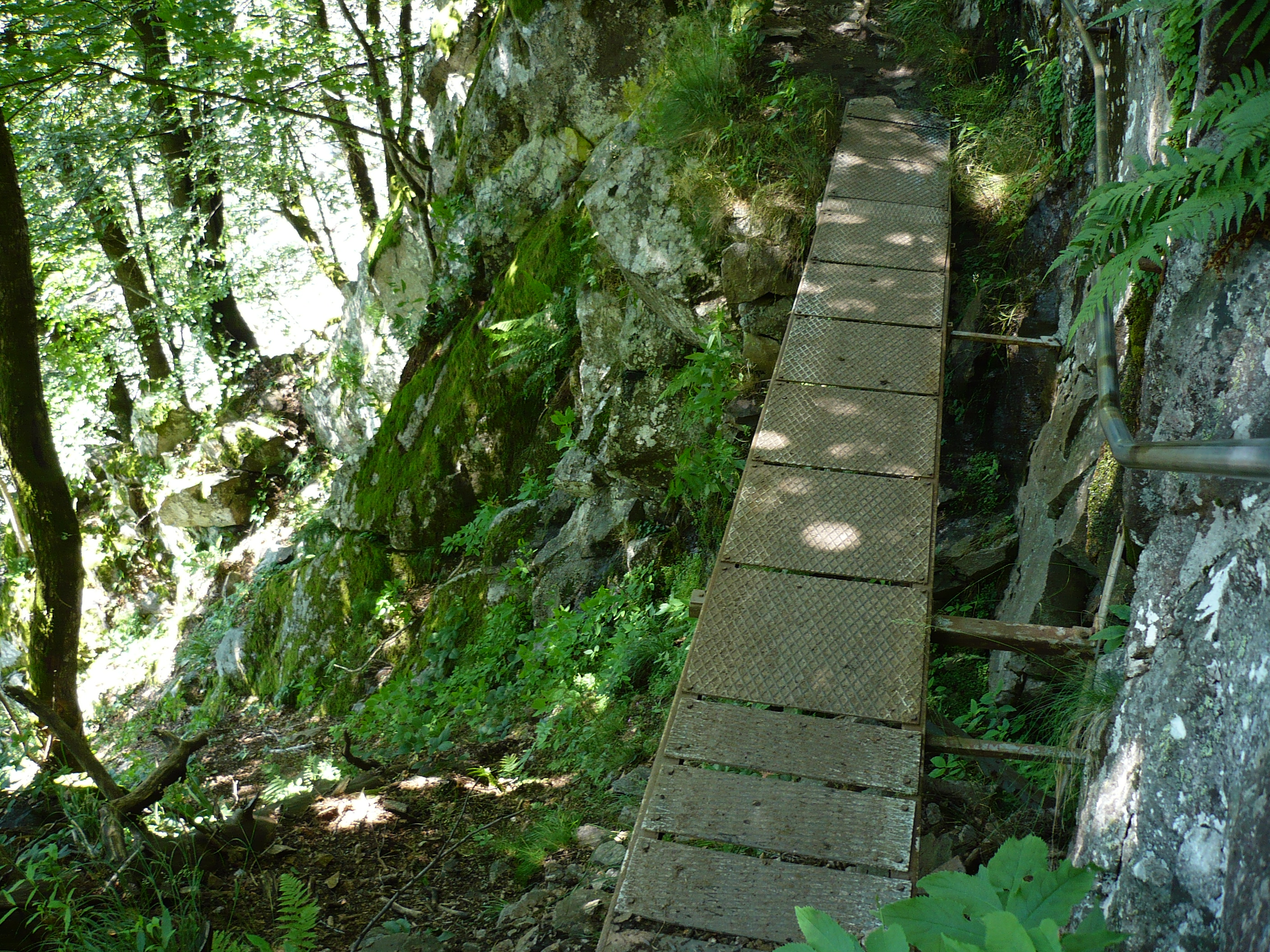
Steg auf dem Sentier des Roches
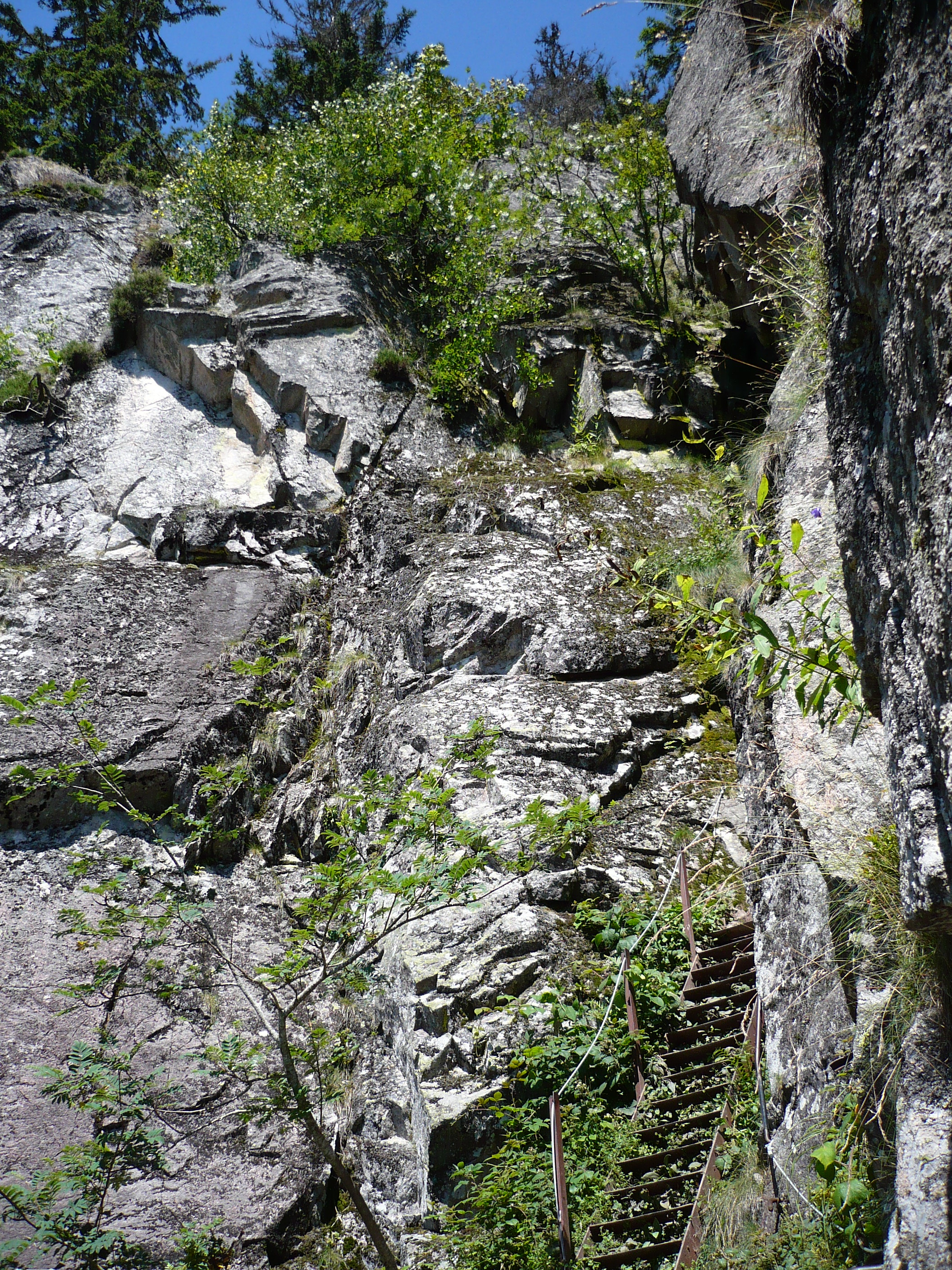
Treppe auf dem Sentier des Roches
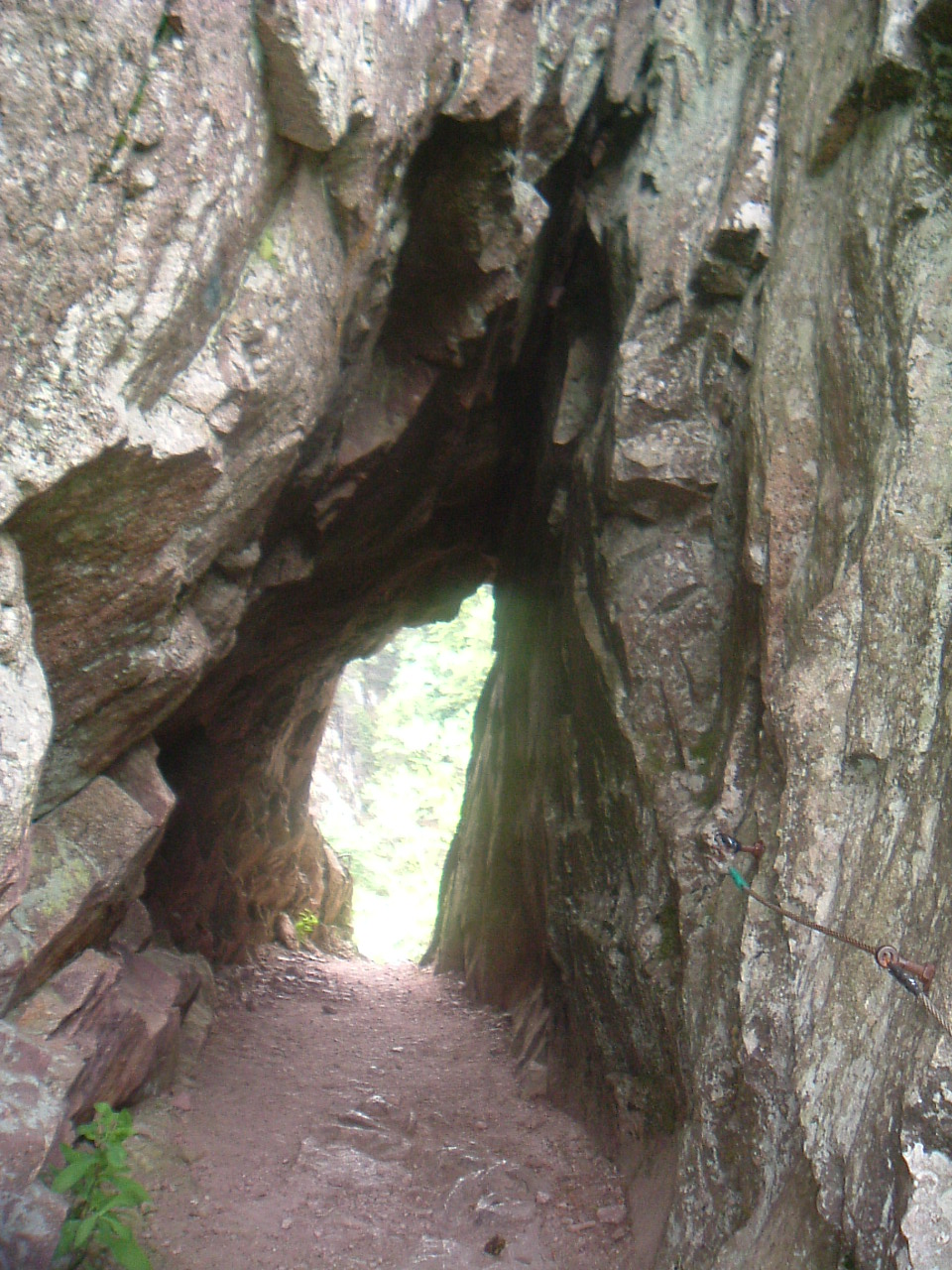
Sentier des Roches, durch einen Felsen führend
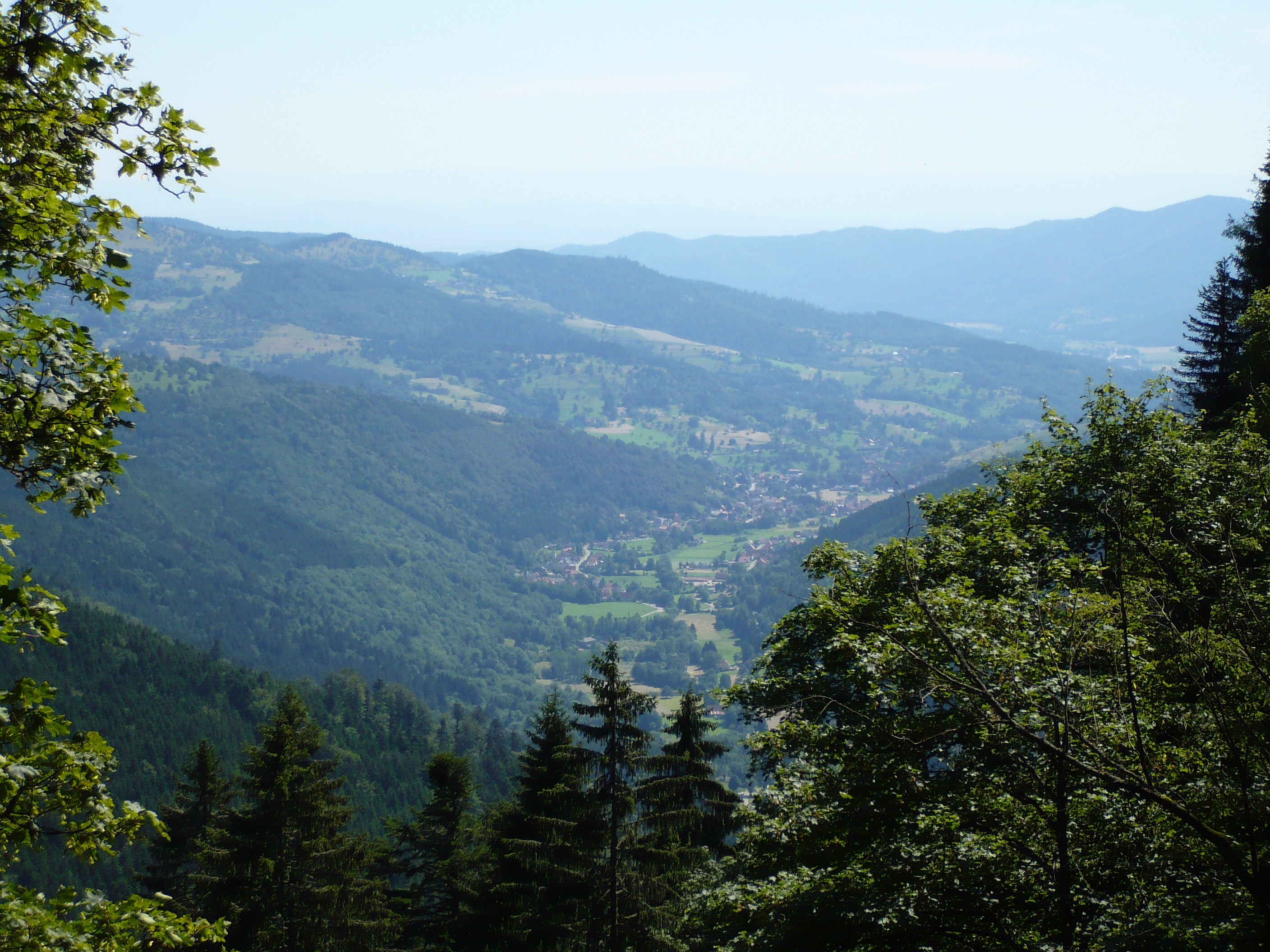
Blick ins Vallée de Munster

## Zugang und Verlauf
Durchs Münstertal fährt man bis hinauf zur Passhöhe Col de la Schlucht (1139 m). Dort stehen zahlreiche Parkplätze zur Verfügung. Zunächst geht man wieder ein paar Schritte auf der Straße, die von Munster heraufführt, zurück. Gegenüber dem Hotel „Relais des Roches“ führt auf der anderen Straßenseite eine Treppe hinab in den Wald. Der Weg ist mit dem blauen Rechteck markiert (GR 531).
Nach ca. der Hälfte der Strecke zeigen sich stellenweise die Felsen am Col de la Schlucht sowie einige mächtige Geröllfelder. Beim Krappenfelsen (965 m) wendet sich der Pfad nach Südwesten. Von dort sieht man den kahlen Kamm des Hohneck, den dritthöchsten Berg der Vogesen (1363 m). Ein Schild markiert dann das Ende des Sentier des Roches. Geht man den Weg weiter, gelangt man in einen breiten Talkessel, der im Sommer als Hochweide genutzt wird und mit der Martinswand abschließt. Sie ist ein bekanntes Ziel unter Kletterern. Unterhalb der Martinswand befindet sich außerdem ein kleines Hochmoor (Naturschutzgebiet). Auf der Freifläche bietet die Ferme Auberge (bewirtschaftete Bergalm) „Frankenthal“ Möglichkeit zur Einkehr.

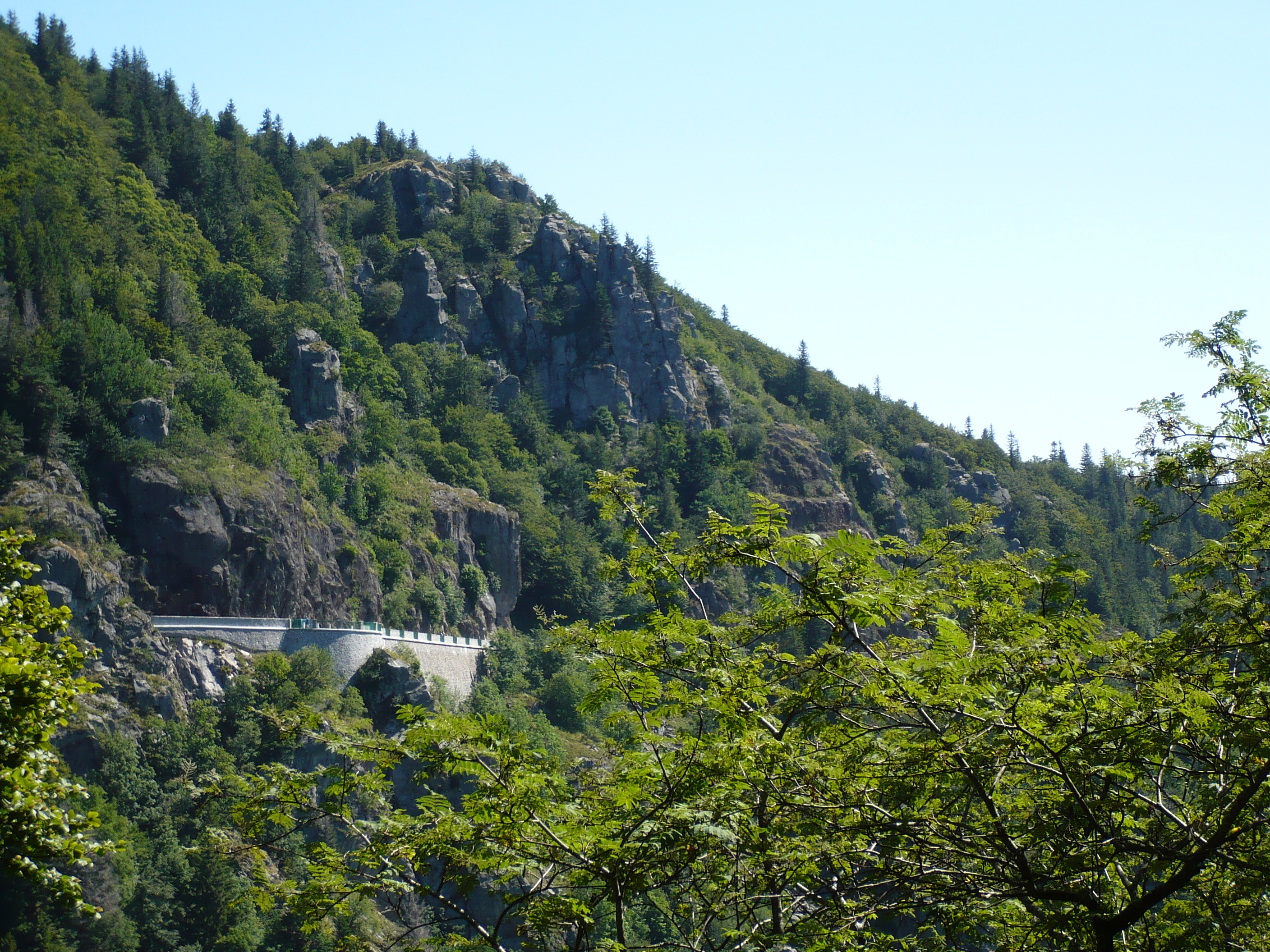
Östliche Zufahrtsstraße auf den Col de la Schlucht (zeitgleich ehemalige Bahntrasse Tramway de Munster à la Schlucht)
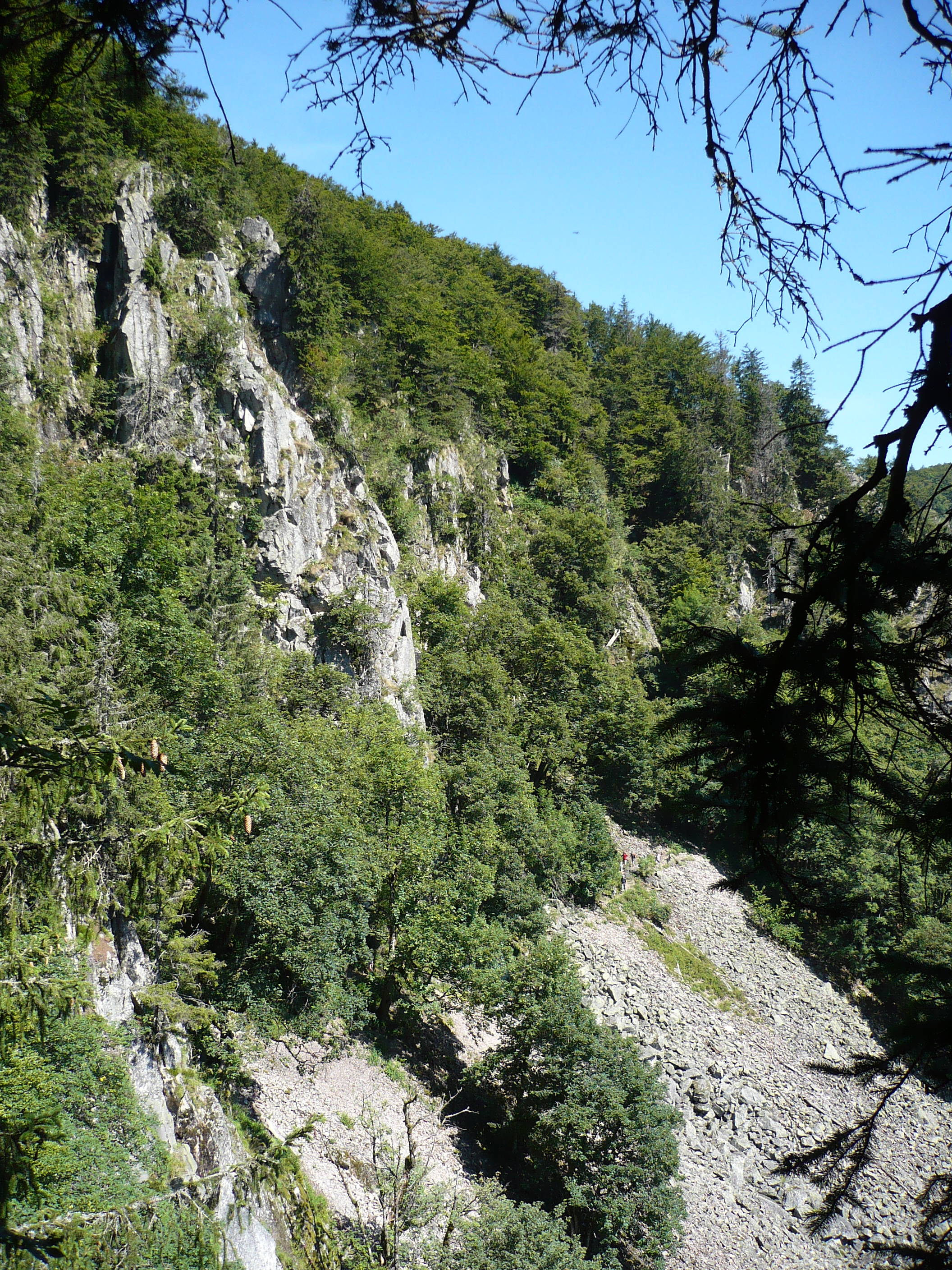
Geröllfeld auf dem Sentier des Roches
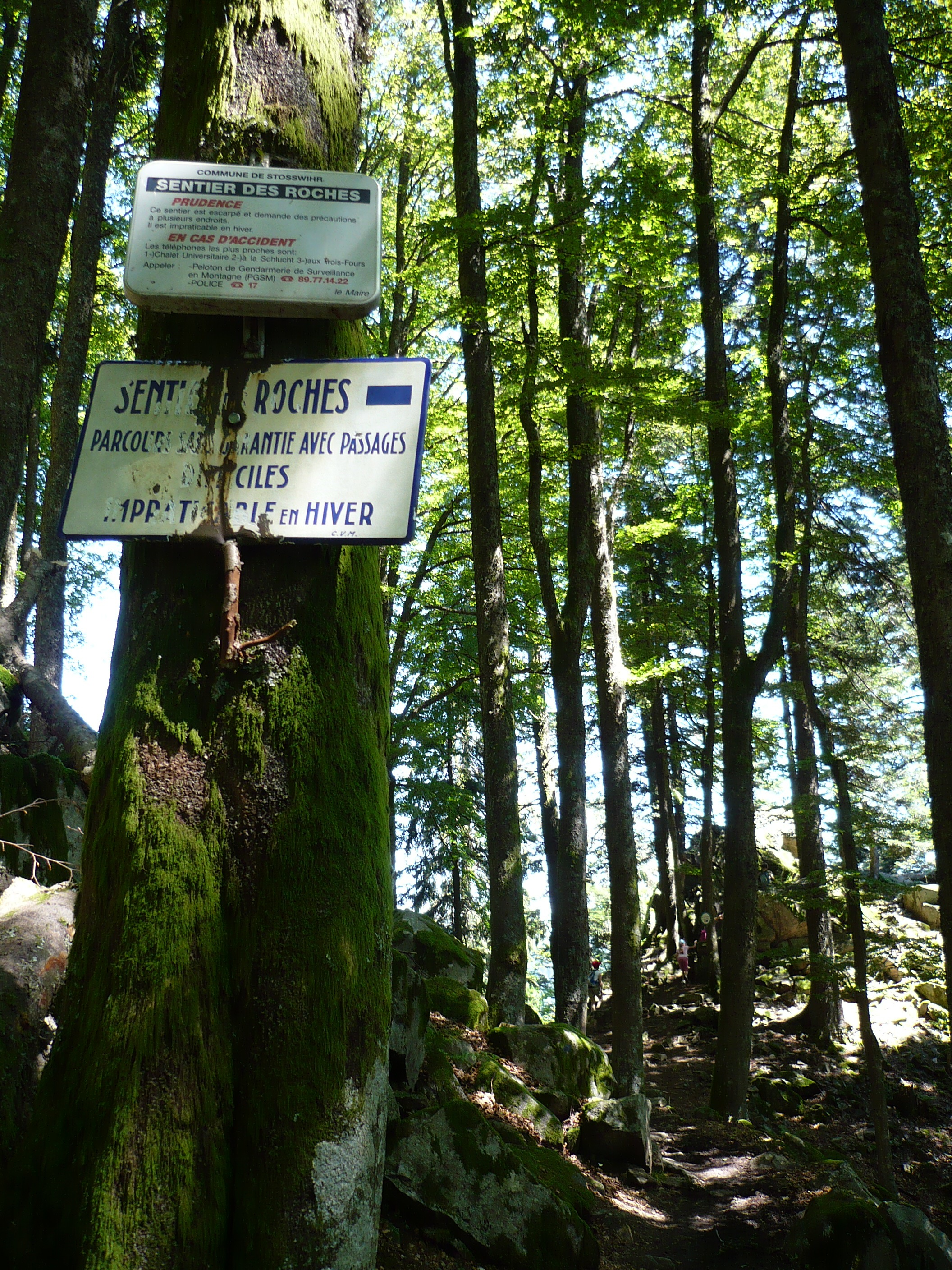
Südliches Ende des Sentier des Roches
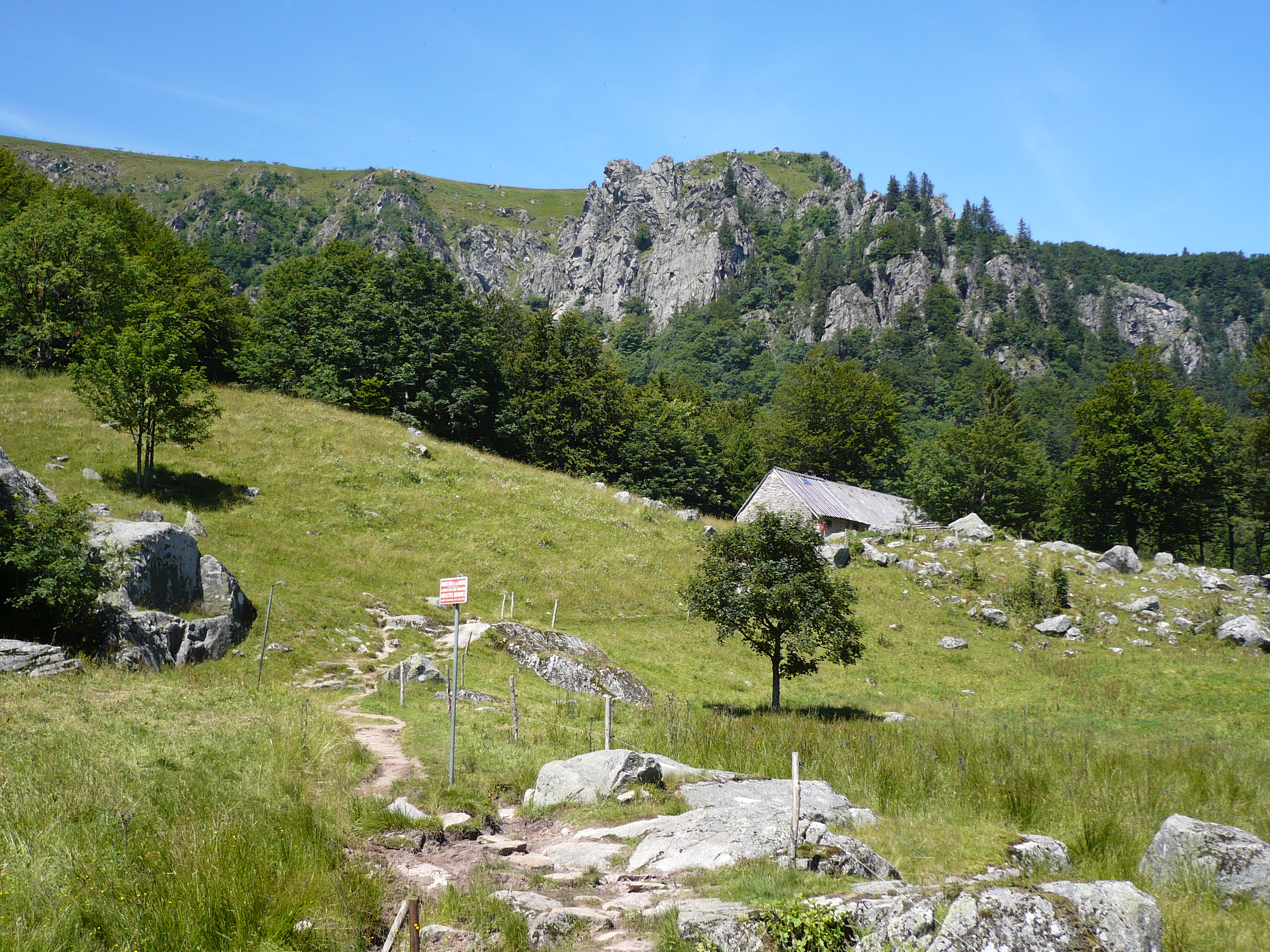
Talkessel mit Martinswand
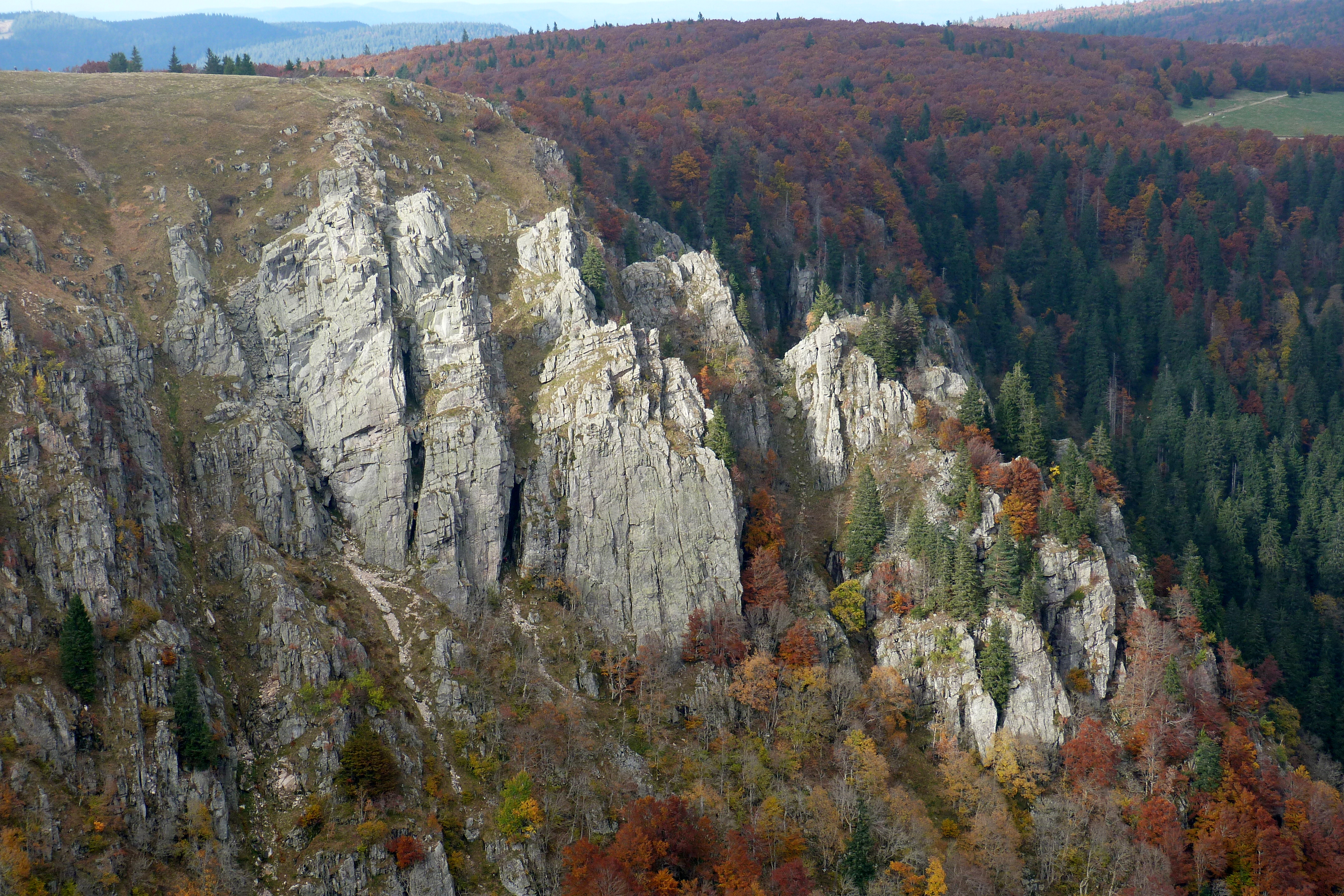
Martinswand
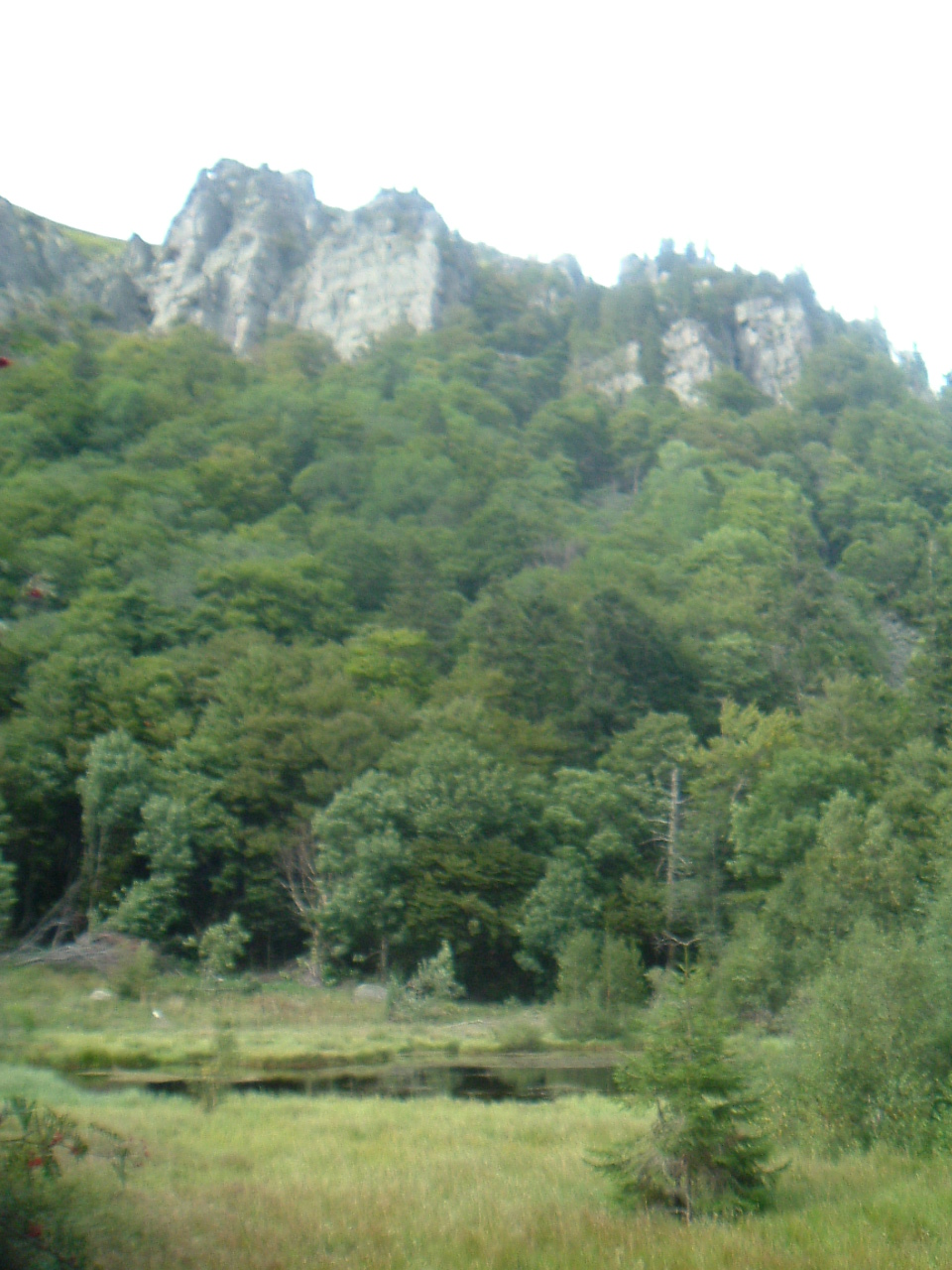
Hochmoor unterhalb der Martinswand (NSG)

## Tourismus
Der Col de la Schlucht sowie der Hohneck sind Ausgangspunkt zahlreicher alpiner Wanderungen, so z. B. zum Skiort Le Gaschney, hinab zum Gletschersee Lac de Schiessrothried, zur Grotte Dagobert (Hexenloch), zum Col du Falimont oder zur Ferme Auberge „Les Trois Fours“.
Die meistbegangene Rundwanderung, die den Sentier des Roches einschließt, führt vom Col de la Schlucht über den Sentier des Roches, die Ferme Auberge de Frankenthal über den GR 531 nach Le Gaschney/Ferme Auberge Gaschney und dann weiter auf dem GR 5 zur Ferme Auberge Schiessroth, Col du Schaeferthal (1228 m) und schließlich zum Hohneck (1363 m). Von dort führt der Weg zurück zum Pass über den Col du Falimont (1306 m) oberhalb der Route des Crêtes (D 430). Alternativ kann man von der Ferme Auberge de Frankenthal auch direkt zum Col du Schaeferthal aufsteigen und nach Belieben von dort einen Abstecher über den Lac de Schiessrothried machen, von wo es sehr steil über den Wormspel zum Hohneck geht.

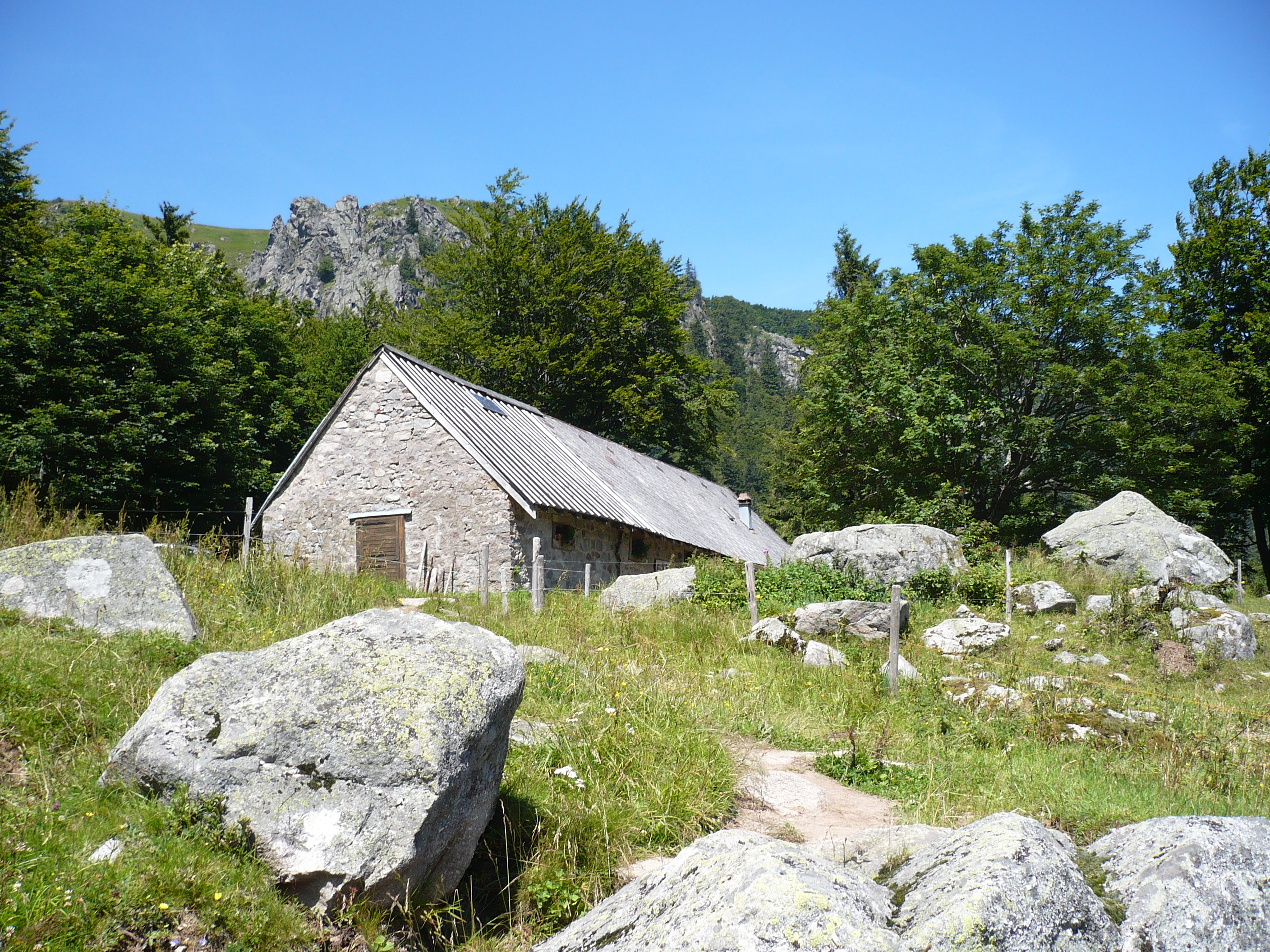
Ferme Auberge de Frankenthal
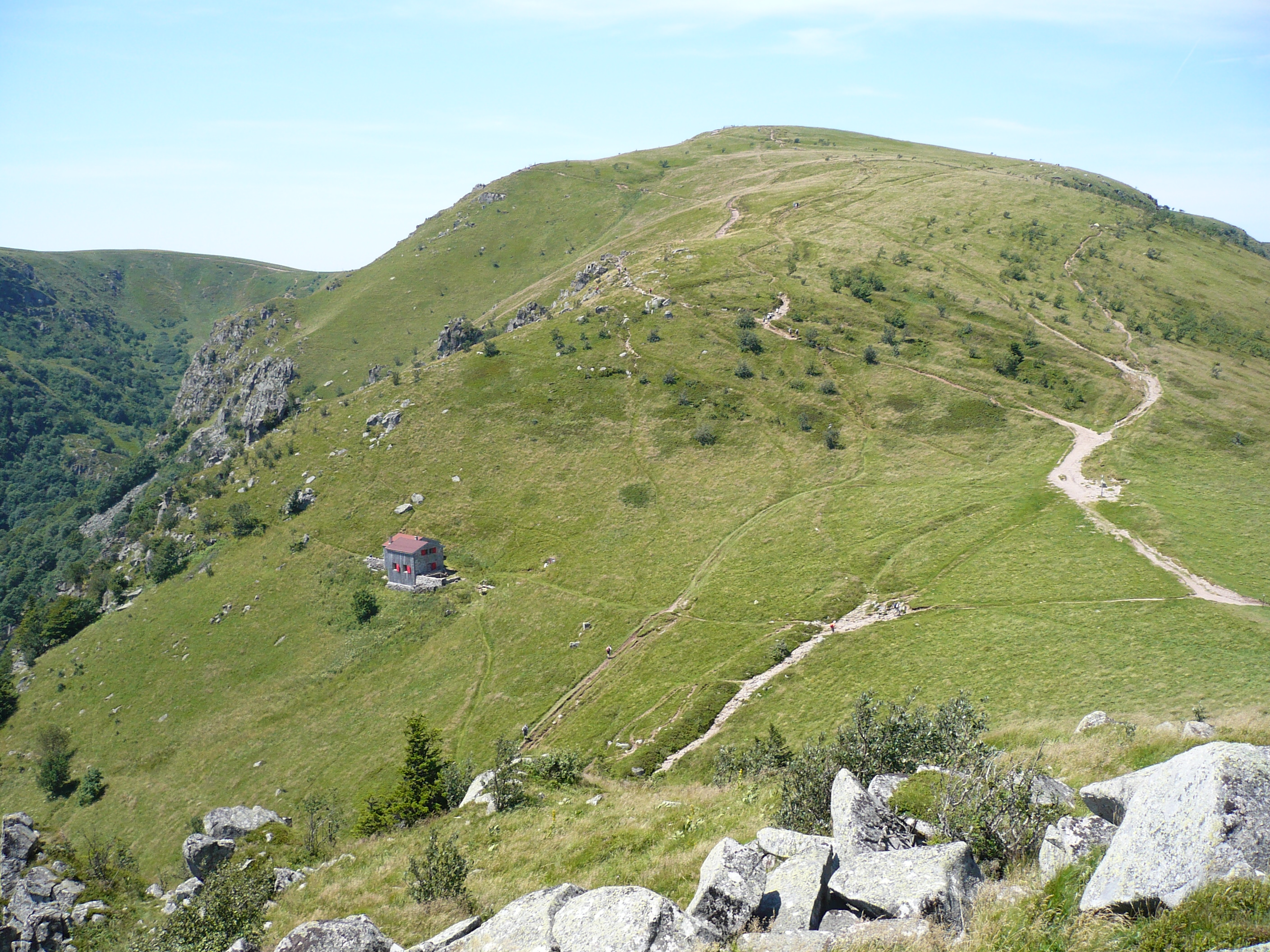
Blick auf den Hohneck von Osten
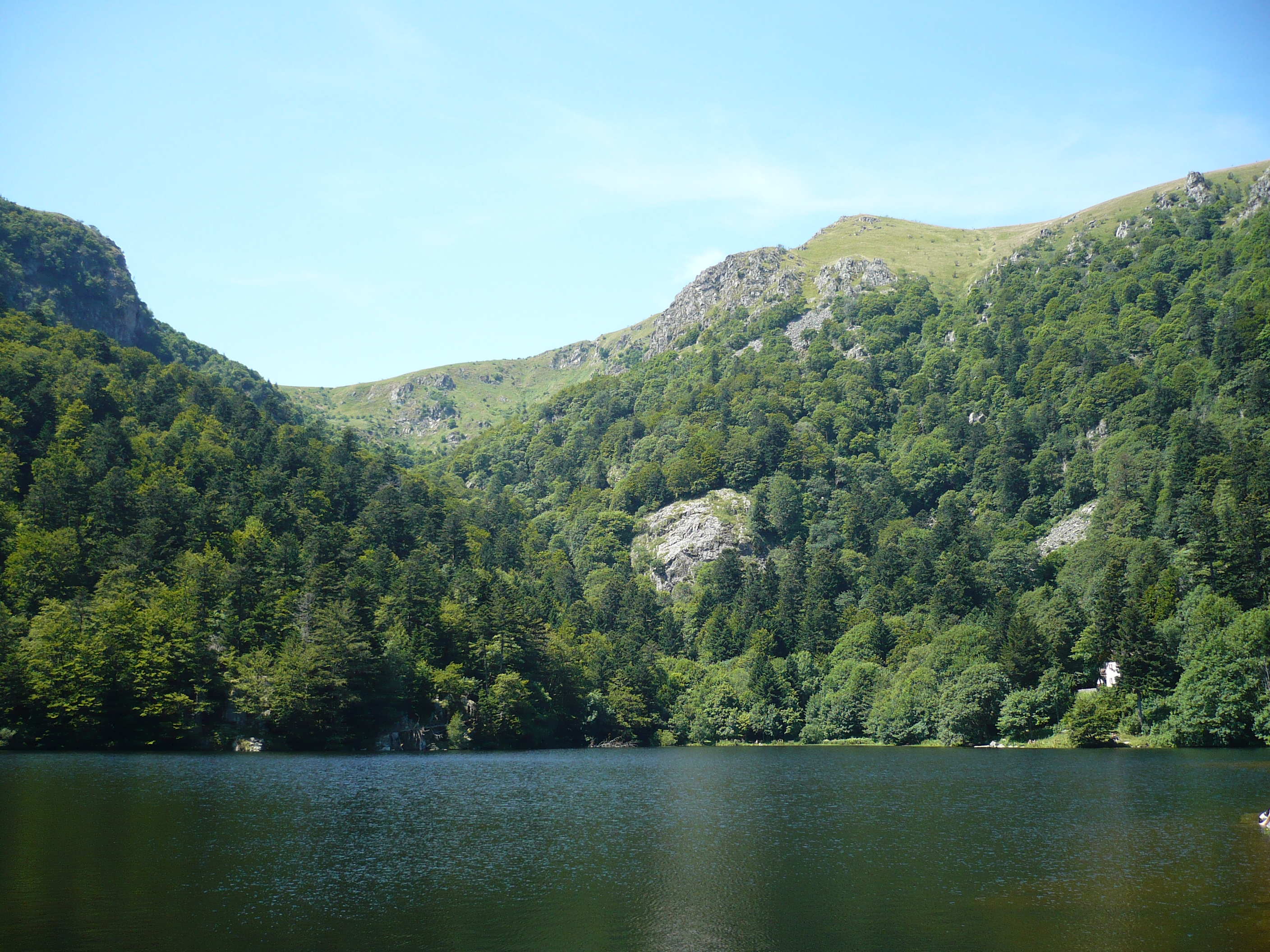
Lac de Schiessrothried mit Hohneck im Hintergrund

Bisweilen wird eine Rundwanderung über den Sentier des Roches auch mit einer weiteren Schleife zu den Hirschsteinen im Norden des Col de la Schlucht verbunden, ein Pfad, der ebenfalls einige Kletterstellen aufweist.

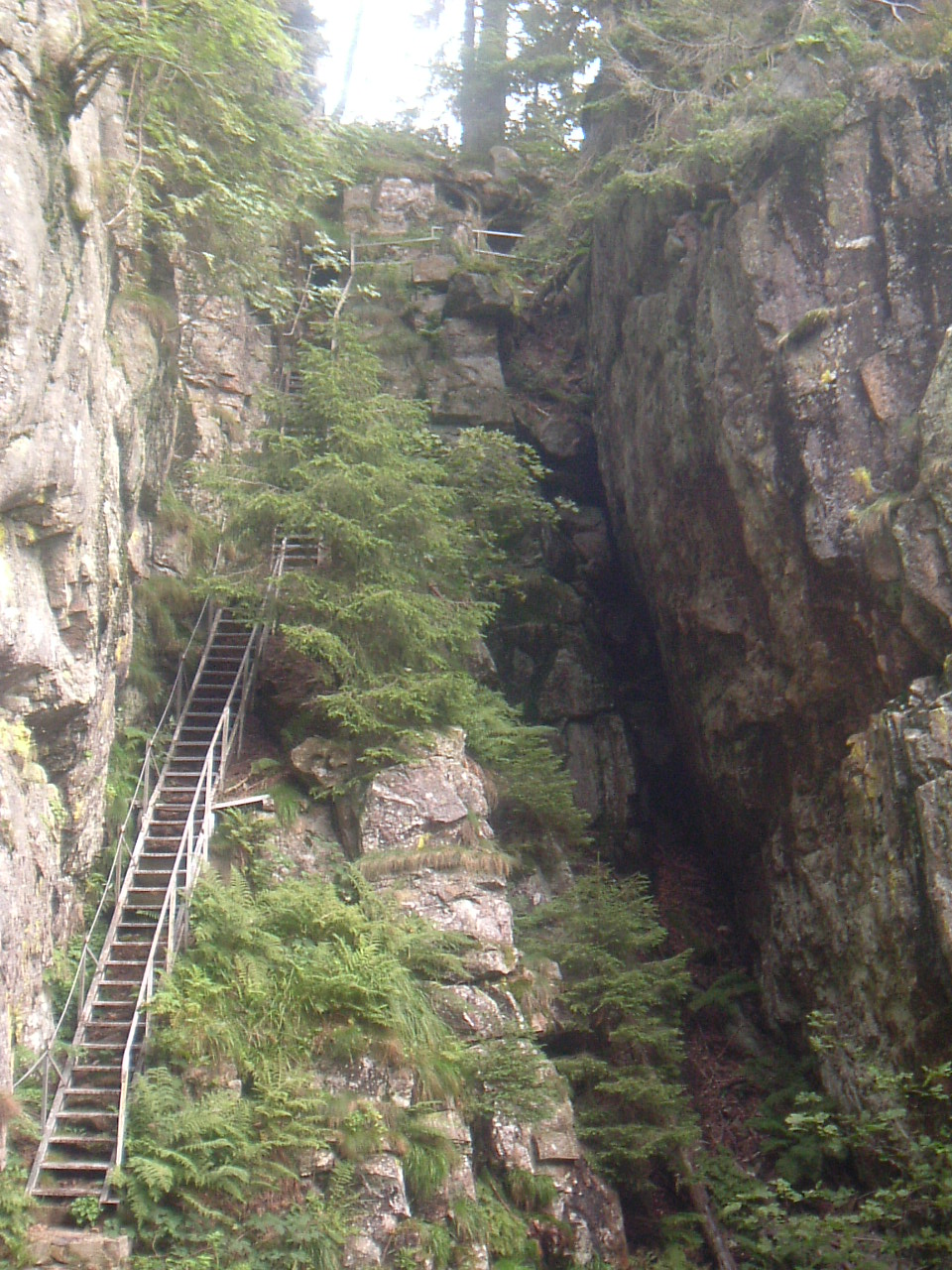
Hirschsteine

## Geologie und Botanik
Das Grundgestein des Bergmassivs ist Granit. Im Frühjahr blühen entlang des Sentier des Roches an Rinnsalen Sumpfdotterblumen und im Juni Alpenanemonen.